# 척산온천
척산온천(尺山溫泉,Cheoksan Spa)는 강원특별자치도 속초시 노학동에 위치한 강원특별자치도의 온천이다. 이 온천은 한국중앙온천연구소 분석 결과, 알칼리성 온천수가 용출되는 것으로 알려져 있다. 물빛이 약간 푸른 빛을 띄며, 수분이 무겁고 분말성이다.

## 온천의 유래
옛날부터 척산온천 지구는 큰 소택지로 눈이 오는 겨울에도 풀이 자랄 정도로 따뜻한 기운이 솟아 농작물이 잘 자랐으며 빨간 뱀 한 쌍이 추운 겨울에도 이 근처 못에서 목욕을 하였는데, 이 못에서 목욕을 하면 살결이 부드러워지고 특히 피부병에 효과가 있다고 하여 사방에서 많은 사람들이 모여들어 큰 효과를 보았다고 한다.
사람들은 이 마을을 척산리, 온정리, 양말이라 불렀으며, 또한 날개를 다친 학 한 마리가 이곳에서 나오는 뜨거운 물에 몸을 적셔 상처를 치료하였다는 전설이 있어 이 지역을 '학사평' 이라 부르기도 하였다고 한다.

## 교통편
동해고속도로 속초 나들목이 근처에 위치하고 있다.

## 연혁
- 1971년 10월 : 척산온천장 설립
- 1985년 : 척산온천휴양촌 준공
- 2012년 5월 19일 : 척산 족욕공원 준공

## 주변관광지
- 설악산
- 청초호
- 영랑호
- 미시령